# Jean l'Aumônier
Pour les articles homonymes, voir Saint Jean et Jean V.
Jean l'Aumônier, Jean V d'Alexandrie ou Jean de Chypre, appelé aussi Jean le Miséricordieux, né dans la seconde moitié du VIe siècle et mort entre 616 et 621 sur l'île de Chypre, est patriarche d'Alexandrie de 610 à sa mort.
Saint patron de la ville de Casarano, il est fêté le 11 janvier par l'Église catholique et le lendemain par l'Église orthodoxe.

## Biographie
Entre 550 et 556, Jean naquit à Chypre près de Limassol où son père Épiphane était préfet. Il se maria, et devint lui-même père de famille de deux enfants, et fonctionnaire impérial. Se retrouvant assez vite privé des siens, veuf et seul, il commença une vie de solitaire se montrant sensible envers les nécessiteux. Il se fit de plus en plus connaître pour ses actes de charité et ses qualités spirituels lui valurent l'honneur des hommes.
D'autre part, il était un proche de l'empereur Héraclius, et uni avec le cousin de ce dernier, le patrice Nicétas, par un lien de parenté ou de fraternité spirituelle. Lorsque le trône patriarcal d'Alexandrie devint vacant, Héraclius lui demanda d'aller occuper la charge.
Il assuma dignement son service épiscopal, se préoccupant du bien-être moral et dogmatique de son troupeau. En tant que patriarche, il dénonça toutes les hérésies qui lui semblaient détruire l'âme, et lutta contre le monophysisme en chassant d'Alexandrie l'un de ses représentants Phyllonos d'Antioche.
Son autre action importante concerna les pauvres de son diocèse. Son hagiographe Léontios raconte que dès le début de son patriarcat, Jean ordonna aux économes et au chef de la police de dresser une liste des pauvres qui avaient besoin d'une aide quotidienne, notamment pour signaler à l'opinion publique le fait que l'activité caritative serait l'une de ses priorités. Il en fut compté sept mille cinq cents. Jean les logea tous dans son palais patriarcal et la nourriture ne manqua jamais grâce aux prières et miracles de celui-ci.
Lors de l'invasion de la Palestine par les Perses, de nombreux réfugiés vinrent se cacher à Alexandrie qui était alors la deuxième cité de l'Empire romain. Jean les accueillit chez lui avec une grande générosité. De même, il visita les hospices, soigna lui-même des blessés, créa plusieurs hôpitaux et fonda la première maternité pour que les femmes accouchent dignement.
D'après la Légende dorée, il donna tout ce qu'il possédait aux pauvres, qu'il appelait ses « seigneurs ». Un riche, qui vit que Jean n'avait sur son lit plus que des guenilles, lui offrit une couverture très précieuse. Mais durant la nuit qui suivit, Jean ne put dormir en songeant à tous ses « seigneurs » qui auraient pu être couverts grâce à sa valeur, aussi le lendemain la vendit-il et distribua l'argent aux pauvres. Le riche le découvrit, et lui racheta une couverture, que Jean revendit aussitôt. Le riche racheta encore une couverture, en disant à Jean : « Nous verrons qui se lassera, toi de vendre, ou moi de racheter ».
Quand arrivèrent à Alexandrie des populations qui avaient fui la Syrie occupée par les Perses, les blessés et malades furent accueillis, les autres réfugiés bénéficiant de distributions en faveur des pauvres.
Jean aurait envoyé chez les Perses des hommes chargés de récupérer les prisonniers en échange d'argent. Il envoya également des moyens (or, blé, huile, vin, vêtements) en Palestine occupée par les Perses pour aider les chrétiens et les nonnes. Il apporta son soutien aux moines basiliens de Saint Lazare au Moyen-Orient. Il a également été le premier mécène de l'hôpital fondé par les marchands amalfitains à Jérusalem.

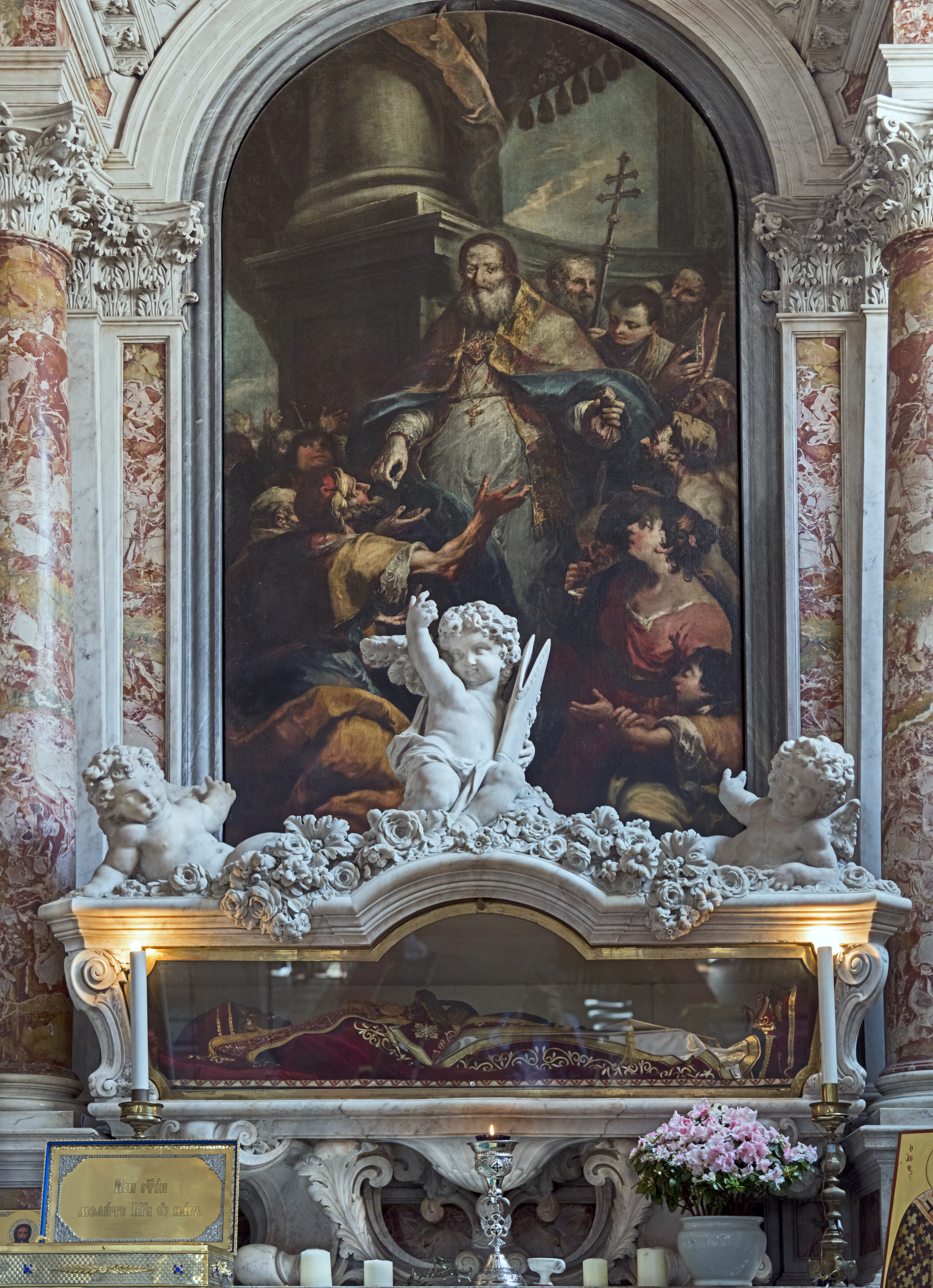
Monument funéraire et retable de saint Jean l'Aumônier, église San Giovanni in Bragora, Venise.

Lorsque les Perses envahirent à son tour l'Égypte et menacèrent Alexandrie, voyant ses habitants commencer à fuir, Jean et Nicétas partir pour Constantinople afin de solliciter un envoi immédiat de troupes pour défendre la ville. Mais faisant une halte sur son île de naissance, il mourut soudainement dans sa ville d'Amathonte. La date estimée est 619 (entre 616 et 621).

## Postérité
Après sa mort, il fut appelé Jean le Miséricordieux, et proclamé saint par les Églises catholique et orthodoxe. Ses reliques furent transportées d'Alexandrie à Venise en 1249, où son corps intact et quelques vêtements sont encore vénérés dans une chapelle à droite du chœur de l'église San Giovanni in Bragora.
La vie de Jean l'Aumônier a été écrite dans deux hagiographies, celle de Jean Moschus et de Sophrone de Jérusalem qui ont fait un bref résumé de sa vie, perdu, et celle de l'évêque Léontios de Néapolis qui en a fait un récit plus important en 640. Léontios n'a pas connu personnellement Jean l'Aumônier, et les passages où il peut raconter l'avoir connu sont en fait des artifices littéraires, courants à l'époque.